# Кожанов (Белгородская область)
Кожанов — хутор в Прохоровском районе Белгородской области. Входит в состав Призначенского сельского поселения.

## География
Находится в северной части Белгородской области, в лесостепной зоне, в пределах юго-западного склона Среднерусской возвышенности, к югу от автодороги М2, на расстоянии примерно 8 километров (по прямой) к востоку-юго-востоку от Прохоровки, административного центра района. Абсолютная высота — 236 метров над уровнем моря.

## История
Время основания хутора приходится на года постстолыпинской реформы. Название хутор получил по фамилии основателя. В поселении функционировал винный магазин, также осуществляющий продажу товаров первой необходимости.
Хутор входил в состав колхоза «Соцтруд», находившегося в хуторе Высокий. В 1950 после слияния вошел в состав объединенного колхоза им. Кагановича Призначенского сельского Совета.
В конце 1940-х годов население хутора уменьшилось до 68 человек, что не помешало в 1951 году открыть магазин.
В период Великой Отечественной войны некоторые жители трудились над строительством железной дороги Старой Оскол — Ржава.

### Климат
Климат характеризуется как умеренно континентальный, с относительно мягкой зимой и тёплым продолжительным летом. Среднегодовая температура воздуха — 5,4 °C. Средняя температура воздуха самого холодного месяца (января) — −9,2 °C; самого тёплого месяца (июля) — 16,4 — 24,3 °C. Безморозный период длится в среднем 155—160 дней. Годовое количество атмосферных осадков — 527—595 мм, из которых большая часть выпадает в тёплый период.

### Часовой пояс
Хутор Кожанов как и вся Белгородская область, находится в часовой зоне МСК (московское время). Смещение применяемого времени относительно UTC составляет +3:00.

## Население
| 2002 | 2010 |
| ---- | ---- |
| 45   | ↘41  |

### Половой состав
По данным Всероссийской переписи населения 2010 года в гендерной структуре населения мужчины составляли 41,5 %, женщины — соответственно 58,5 %.

### Национальный состав
Согласно результатам переписи 2002 года, в национальной структуре населения русские составляли 79 %.